# Hispaniolka
Hispaniolka (Xenoligea montana) – gatunek małego ptaka z rodziny hispaniolczyków (Phaenicophilidae). Występuje endemicznie w górach wyspy Haiti. Narażony na wyginięcie.

## Taksonomia
Po raz pierwszy gatunek opisał Frank Michler Chapman w 1917 na łamach Bulletin of the American Museum of Natural History. Nowemu gatunkowi nadał nazwę Microligea montana. Holotyp pochodził z Pico Duarte (Monte Tina), został odłowiony 15 stycznia 1917. Do rodzaju Xenoligea wydzielił go James Bond w 1967. Obecnie (2020) Międzynarodowy Komitet Ornitologiczny (IOC) podtrzymuje nazwę X. montana, uznaje gatunek za monotypowy. Sam rodzaj do niedawna był klasyfikowany przez IOC jako incertae sedis o niejasnym pokrewieństwie względem lasówek (Parulidae). Obecnie hispaniolkę umieszcza się w rodzinie hispaniolczyków (Phaenicophilidae); status rodziny został zaakceptowany przez North American Classification Committee (NACC) w 2017.

## Morfologia
Długość ciała wynosi około 14,5 cm. Wymiary dla 5 samców i 5 samic: długość skrzydła 66–69 mm, długość ogona 63,5–70 mm, długość skoku 19–22 mm, długość górnej krawędzi dzioba 13–14,5 mm. Nie występuje dymorfizm płciowy w upierzeniu. Hispaniolki to ptaki o krępych sylwetkach i masywnych dziobach. Oliwkowy wierzch ciała kontrastuje z szarą głową. Pod okiem biała plama. Spód ciała białawy, na lotkach I rzędu widoczna biała plama. Sterówki szare, chorągiewki zewnętrzne białe. Dziób czarny, tęczówki ciemne. Wygląd osobników młodocianych nie jest znany.

## Zasięg występowania
Hispaniolka zamieszkuje górskie obszary Haiti, zarówno na obszarze Haiti (dwa pasma), jak i Dominikany (trzy pasma). BirdLife International szacuje zasięg występowania na 33,7 tys. km².

## Ekologia i zachowanie
Środowiskiem życia hispaniolek jest gęsta górska roślinność szerokolistna, w tym niskie drzewa i zakrzewienia, niekiedy również sosny. Odnotowywany był między 875 a 2000 m n.p.m., głównie w wilgotnych górskich lasach lub lasach mieszanych. Żywią się owadami, owocami i nasionami, żerują nisko w roślinności; są związane z roślinami z gatunku Trema micrantha, wydającymi jedne z ich ulubionych owoców.

### Lęgi
Gniazda umieszczone są w podszycie. O lęgach niewiele wiadomo. Jedno gniazdo znaleziono w czerwcu, młodocianego podczas pierzenia się widziano pod koniec czerwca; okres lęgowy przypadać może na okres od kwietnia do czerwca.

## Status
IUCN uznaje hispaniolkę za gatunek narażony na wyginięcie (VU, Vulnerable) nieprzerwanie od 1994 (stan w 2020). Liczebność populacji szacuje się na 1500–7000 dorosłych osobników. Zagrożeniem dla tych ptaków jest wylesianie celem pozyskania drewna na opał i miejsc do rozwoju rolnictwa. Prawdopodobnie do spadku liczebności przyczynia się też drapieżnictwo ze strony introdukowanych mangust.